# Трес-Пінос (Каліфорнія)
Трес-Пінос (англ. Tres Pinos) — переписна місцевість (CDP) в США, в окрузі Сан-Беніто штату Каліфорнія. Населення — 443 особи (2020).

## Географія
Трес-Пінос розташований за координатами 36°47′26″ пн. ш. 121°18′38″ зх. д. / 36.79056° пн. ш. 121.31056° зх. д. (36.790429, -121.310608).  За даними Бюро перепису населення США в 2010 році переписна місцевість мала площу 9,32 км², уся площа — суходіл.

## Демографія
Згідно з переписом 2010 року, у переписній місцевості мешкало 476 осіб у 166 домогосподарствах у складі 129 родин. Густота населення становила 51 особа/км².  Було 176 помешкань (19/км²).
Расовий склад населення:
| - 81,9 % — білих - 1,7 % — корінних американців - 1,3 % — азіатів - 0,6 % — чорних або афроамериканців - 12,0 % — осіб інших рас |

До двох чи більше рас належало 2,5 %. Частка іспаномовних становила 23,5 % від усіх жителів.
За віковим діапазоном населення розподілялося таким чином: 24,2 % — особи молодші 18 років, 64,9 % — особи у віці 18—64 років, 10,9 % — особи у віці 65 років та старші. Медіана віку мешканця становила 44,5 року. На 100 осіб жіночої статі у переписній місцевості припадало 107,0 чоловіків;  на 100 жінок у віці від 18 років та старших — 109,9 чоловіків також старших 18 років.
Середній дохід на одне домашнє господарство  становив 116 182 долари США (медіана — 76 429), а середній дохід на одну сім'ю — 150 088 доларів (медіана — 124 792). Медіана доходів становила 60 833 долари для чоловіків та 76 544 долари для жінок. За межею бідності перебувало 3,4 % осіб, у тому числі 0,0 % дітей у віці до 18 років та 14,3 % осіб у віці 65 років та старших.
Цивільне працевлаштоване населення становило 253 особи. Основні галузі зайнятості: освіта, охорона здоров'я та соціальна допомога — 23,7 %, будівництво — 19,4 %, виробництво — 12,6 %, фінанси, страхування та нерухомість — 11,1 %.